# Bolemysł
Bolemysł – słowiańskie/staropolskie imię męskie. Składa się z członu Bole-  ("więcej, lepiej, bardziej") od psł. *bol'ьjь "większy, lepszy", *bol'e "więcej, lepiej, bardziej", porównaj współczesne rosyjskie более "więcej, bardziej" i -mysł ("myśleć"). Mogło oznaczać "ten, który sprawniej (od innych) myśli", "przewyższający innych myśleniem".
Bolemysł imieniny obchodzi: 30 maja i 29 listopada.
Podobne imiona: Bolebor, Bolesław, Boleczaj, Boleczest, Bolelut, Bolemir